# Franz-Paul Decker
Franz-Paul Decker (Colônia, 22 de junho de 1923 — 19 de maio de 2014) foi um maestro alemão.
Decker nasceu em Colônia, Alemanha, onde estudou no Hochschule für Musik com Philip Jarnach e Eugen Papst. Fez sua estreia como maestro aos 22 anos de idade na Ópera de Colônia e quatro anos depois ele foi apontado como maestro da Ópera Estatal de Viena, sendo, consequentemente, o maestro da Orquestra Sinfônica de Wiesbaden.
Decker é conhecido como um grande interprete das obras de Richard Wagner, Richard Strauss, Anton Bruckner, Gustav Mahler e Reger. Suas performances de Mozart, Haydn e Beethoven também são memoráveis.
Decker foi o diretor musical da Orquestra Municipal de Bochum (1956–1964), a Orquestra Filarmônica de Rotterdam (1962–1967), Orquestra Sinfônica de Montreal (1967–1975), Orquestra Sinfônica de Barcelona (1985–1991) e da Orquestra Sinfônica da Nova Zelândia (1992–1996). Serviu como conselheiro artístico da Orquestra Filarmônica Calgary (1975–1977) e da Orquestra Sinfônica Winnipeg (1980–1982). Ele é o principal maestro convidado da Orquestra do Centro Nacioanl de Ottawa (1991–1999) e da Orquestra Sinfônica de Edmonton (2003–2004).